# Črnilovec
 Črnilovec  falu Horvátországban Zágráb megyében. Közigazgatásilag Jasztrebarszkához tartozik.

## Fekvése
Zágrábtól 32 km-re, községközpontjától 3 km-re nyugatra az azonos nevű patak mellett fekszik. 

## Története
A település nevét még birtokként 1345-ben említik először "terra Chernilievecz" alakban. Črnilovec ekkor Bork fia Solt birtoka, aki 15 márkáért eladja a podgorjei gróf jobbágyának Rados fia Dragannak. 
A falunak 1857-ben 100, 1910-ben 132 lakosa volt. Trianon előtt Zágráb vármegye Jaskai járásához tartozott. 2001-ben  137  lakosa volt. 

## Lakosság
| Lakosság változása | Lakosság változása | Lakosság változása | Lakosság változása | Lakosság változása | Lakosság változása | Lakosság változása | Lakosság változása | Lakosság változása | Lakosság változása | Lakosság változása | Lakosság változása | Lakosság változása | Lakosság változása | Lakosság változása |
| ------------------ | ------------------ | ------------------ | ------------------ | ------------------ | ------------------ | ------------------ | ------------------ | ------------------ | ------------------ | ------------------ | ------------------ | ------------------ | ------------------ | ------------------ |
| 1857               | 1869               | 1880               | 1890               | 1900               | 1910               | 1921               | 1931               | 1948               | 1953               | 1961               | 1971               | 1981               | 1991               | 2001               |
| 100                | 115                | 106                | 133                | 166                | 132                | 139                | 143                | 151                | 152                | 131                | 139                | 142                | 140                | 137                |

## Külső hivatkozások
Jasztrebaszka város hivatalos oldala